# Paul Kim Ok-kyun
Paul Kim Ok-kyun (김옥균 바오로 en coreano) (9 de diciembre de 1925 - 1 de marzo de 2010) fue el obispo titular de Girba y el obispo auxiliar de la archidiócesis de Seúl, Corea del Sur.
Ordenado sacerdote el 18 de diciembre de 1954, Kim Ok-kyum fue nombrado obispo auxiliar de la archidiócesis de Seúl el 9 de marzo de 1985 y fue ordenado obispo el 25 de abril de 1985, se retiró el 12 de diciembre de 2001.